# Linia kolejowa nr 6
Linia kolejowa nr 6 Zielonka – Kuźnica Białostocka – linia kolejowa w północno-wschodniej Polsce o długości 224,163 km, fragment międzynarodowej linii E75 (I Paneuropejski Korytarz Transportowy) łączącej Warszawę z Helsinkami.
Linia jest w większej części dwutorowa i w całości zelektryfikowana.

## Historia

### Powstanie
Linia, której odcinek stanowi linia kolejowa nr 6 (drugi odcinek w Polsce to linia kolejowa nr 21), została otwarta w 1862 r. z inicjatywy rządu rosyjskiego. Była to druga (po Kolei Warszawsko-Wiedeńskiej) linia, która powstała na ziemiach Królestwa Polskiego. Funkcjonowała pod nazwą Kolej Warszawsko-Petersburska. Z początku była to linia jednotorowa, szerokotorowa (o rozstawie szyn 1524 mm). W późniejszym czasie do linii dodano drugi tor (dokładna data nie jest znana).

### Lata międzywojenne
W latach międzywojennych znacznie ograniczono liczbę odjazdów pociągów do Petersburga.
W roku 1918 linia stała się linią normalnotorową (zmieniono prześwit torów na 1435 mm). Zarząd nad linią przejęły Polskie Koleje Państwowe.
2 września 1933 otwarto łącznicę pomiędzy Warszawą Rembertów i Zielonką (Linia kolejowa nr 449), dzięki której pociągi jadące z Białegostoku mogły dojechać do Dworca Głównego.

### Liczba torów
Na początku linia była jednotorowa; później dodano drugi tor. W czasie II wojny światowej i po niej zmieniała się liczba torów:
- 1944 Prostyń Bug – Małkinia Bug – pomiędzy tymi posterunkami znajduje się most nad rzeką Bug. Jedno przęsło mostu zostało zburzone w czasie wojny i do 2017 r. nie zostało odbudowane[2]. Pociągi na tym odcinku poruszały się jednym torem.
- 1945 Małkinia – Łapy – zmieniono liczbę torów z dwóch na jeden.
- 1945 Białystok – Kuźnica Białostocka – zmieniono liczbę torów z dwóch na jeden.
- 1969 Małkinia – Łapy – przywrócono drugi tor.
- 2019 Prostyń Bug – Małkinia Bug – odbudowa drugiego mostu na Bugu. W marcu rozpoczęła się rozbiórka starego obiektu, a w jego miejscu powstała nowa konstrukcja[3]. 30 grudnia oddano do użytku odbudowaną nitkę mostu, w wyniku czego przeprawa nad Bugiem odbywa się już dwutorowo[4].

Obecnie linia nr 6 składa się z następującej liczby torów:
- Zielonka – Białystok – dwa tory
- Białystok – Kuźnica Białostocka – jeden tor.

### Elektryfikacja
Elektryfikacja szlaku przebiegała stopniowo. Daty otwarcia zelektryfikowanych odcinków:

- 13.04.1952 – Zielonka – Tłuszcz
- 22.12.1981 – Tłuszcz – Łochów
- 10.12.1982 – Łochów – Małkinia
- 31.03.1983 – Małkinia – Czyżew
- 30.06.1983 – Czyżew – Szepietowo
- 29.09.1983 – Szepietowo – Łapy
- 03.04.1983 – Łapy – Białystok
- 10.09.1986 – Białystok – Kuźnica Białostocka

### Samoczynna blokada liniowa
Semafory SBL są na odcinku Zielonka – Tłuszcz:
- Zielonka – Wołomin – od 1983 roku.
- Wołomin – Tłuszcz –  od 1985 roku.

### Modernizacja
W latach 2013–2017 przeprowadzona została modernizacja na odcinku Zielonka - Sadowne Węgrowskie. Wymieniono nawierzchnię (betonowe podkłady zamiast drewnianych) łącznie z naprawą ław torowych, systemu odwodnienia, wymianą podsypki, tłucznia oraz szyn. Dodatkowo, w ramach przetargu przeprowadzonego przez PLK ZLK w Warszawie, w czerwcu i lipcu 2016 roku zmodernizowana została sieć trakcyjna. W grudniu 2018 roku została oddana do użytku PT Zielonka zlokalizowana w pobliżu istniejącej KS, dzięki czemu wzmocnione zostało zasilanie na zmodernizowanym odcinku oraz zostały zdjęte ograniczenia prędkości i ograniczenia związane kursowaniem pociągów towarowych.
12 października 2014, aby przyśpieszyć prowadzone na linii prace modernizacyjne, całkowicie zawieszono ruch kolejowy na odcinku Tłuszcz – Sadowne Węgrowskie. Pociągi zostały zastąpione przez autobusy zastępcze. 13 grudnia 2015 na linię powróciły pociągi. 19 maja 2017 PKP PLK podpisały z firmami PW Banimex i Budrex-Kobi umowę na budowę 5 bezkolizyjnych skrzyżowań, a 13 czerwca z Przedsiębiorstwem Usług Technicznych Intercor umowę na modernizację odcinka Sadowne – Czyżew. W latach 2019–2020 remontowany miał być odcinek Czyżew – Białystok, a w latach 2019–2021 odcinek Białystok – Kuźnica Białostocka. Po zakończeniu modernizacji prędkość pociągów na większości linii będzie podwyższona do 200 km/h (obecnie na całej linii obowiązuje wyłącznie prędkość konstrukcyjna 200 km/h).

## Ważniejsze stacje
- Zielonka – Stacja początkowa linii. Stacja jest także stacją końcową linii kolejowej nr 449, a ponadto przebiega przez nią linia kolejowa nr 21 ze stacji Warszawa Wileńska do przystanku Wołomin Słoneczna.
- Wołomin – Stacja. Stacja jest punktem mijankowym i punktem wyprzedzania pociągów pośpiesznych z osobowymi.
- Wołomin Słoneczna – Przystanek końcowy linii kolejowej nr 21. Odtąd szlak jest dwutorowy.
- Tłuszcz – Stacja węzłowa. W rozkładzie 2018/2019 na stacji zatrzymywały się wszystkie pociągi pospieszne jadące linią. Stacja jest stacją końcową dla niektórych pociągów Kolei Mazowieckich z Warszawy Wileńskiej i z kierunku Warszawy Zachodniej. Ze stacji odjeżdżają także pociągi jadące linią nr 29 i nr 10.
- Małkinia – W rozkładzie 2018/2019 na stacji zatrzymywały się wszystkie pociągi pospieszne jadące linią. Bieg kończą tutaj niektóre pociągi Kolei Mazowieckich.
- Czyżew – W rozkładzie 2018/2019 na stacji zatrzymywały się wszystkie pociągi pospieszne jadące linią. Od początku 2022 roku dojeżdżają pociągi Kolei Mazowieckich (stacja końcowa).
- Szepietowo – W rozkładzie 2018/2019 na stacji zatrzymywały się wszystkie pociągi pospieszne jadące linią. Stacja jest stacją krańcową dla niektórych  pociągów spółki Polregio do Białegostoku.
- Łapy – W rozkładzie 2018/2019 na stacji zatrzymywały się wszystkie pociągi pospieszne jadące linią.
- Białystok – W rozkładzie 2018/2019 na stacji zatrzymywały się wszystkie pociągi pospieszne jadące linią. Stacja jest stacją krańcową pociągów Polregio przyjeżdżających z i jadących do Łap, Szepietowa, Małkini, Suwałk, Kuźnicy Białostockiej. Ze stacji odjeżdżają również pociągi do Czeremchy , Hajnówki i Ełku. Stacja jest także krańcem dla większości pociągów PKP Intercity.
- Czarna Białostocka – W rozkładzie 2018/2019 na stacji nie zatrzymywały się pociągi pośpieszne.
- Sokółka – W rozkładzie 2018/2019 na stacji zatrzymywały się wszystkie pociągi pospieszne jadące linią poza pociągiem MP do Grodna.
- Kuźnica Białostocka – Stacja końcowa linii. Na stacji znajduje się również kolejowe przejście graniczne z Białorusią. W rozkładzie 2018/2019 na stacji kończyły bieg pociągi z Białegostoku i Sokółki. Od września 2016 r. kursują pociągi PKP Intercity do Grodna.

## Czas jazdy
|              | Zielonka – Tłuszcz (Warszawa Wsch. – Tłuszcz) | Zielonka – Tłuszcz (Warszawa Wsch. – Tłuszcz) | Tłuszcz – Małkinia | Tłuszcz – Małkinia | Małkinia – Białystok | Małkinia – Białystok | Białystok – Sokółka | Białystok – Sokółka | Sokółka – Kuźnica Białostocka | Sokółka – Kuźnica Białostocka |
| O            | P                                             | O                                             | P                  | O                  | P                    | O                    | P                   | O                   |                               |                               |
| ------------ | --------------------------------------------- | --------------------------------------------- | ------------------ | ------------------ | -------------------- | -------------------- | ------------------- | ------------------- | ----------------------------- | ----------------------------- |
| Czas dojazdu | 26 min                                        | 25 min                                        | 49 min             | 33 min             | 89 min               | 58 min               | 46 min              | 42 min              | 17 min                        |                               |

O – pociąg osobowy, P – pociąg dalekobieżny
1. 1 2  Dla pociągów dalekobieżnych (nie zatrzymują się na początkowej stacji linii).
2. ↑  Połączenie takie zostało zlikwidowane w lutym 2009 r.

## Maksymalne prędkości
| Tor 1               | Tor 1           | Tor 1            |                     | odcinek linii | odcinek linii       |                     | Tor 2               | Tor 2 | Tor 2 |
| pociągi pasażerskie | szynobusy i EZT | pociągi towarowe | pociągi pasażerskie | odcinek linii | odcinek linii       | szynobus i EZT      | pociągi towarowe    |       |       |
| pociągi pasażerskie | szynobusy i EZT | pociągi towarowe | pociągi pasażerskie | km pocz.      | km końcowy          | szynobus i EZT      | pociągi towarowe    |       |       |
| 160                 | 160             | 120              | 14,400              | 71,800        | 160                 | 160                 | 120                 |       |       |
| 120                 | 120             | 80               | 71,800              | 105,700       | 120                 | 120                 | 80                  |       |       |
| 120                 | 120             | 100              | 105,700             | 153,100       | 120                 | 120                 | 100                 |       |       |
| 100                 | 100             | 80               | 153,100             | 177,592       | 100                 | 100                 | 80                  |       |       |
| 80                  | 80              | 70               | 177,759             | 234,349       | Odcinek jednotorowy | Odcinek jednotorowy | Odcinek jednotorowy |       |       |
| 40                  | 40              | 40               | 234,349             | 238,574       | Odcinek jednotorowy | Odcinek jednotorowy | Odcinek jednotorowy |       |       |

## Ruch pociągów

### Koleje Mazowieckie
Koleje Mazowieckie obsługują linię na terenie województwa mazowieckiego i Podlaskiego (do stacji Czyżew) pociągami osobowymi. Tabor KM obsługujący linię to elektryczne zespoły trakcyjne EN57/AL/AKM, ER160 i autobusy szynowe serii VT627, VT628 oraz 222M.
Połączenia bezpośrednie przechodzące, zaczynające lub kończące się na linii w rozkładzie Kolei Mazowieckich:

- Warszawa Wileńska – Wołomin Słoneczna (i odwrotnie)
- Warszawa Wileńska – Tłuszcz (i odwrotnie)
- Warszawa Wileńska – Łochów
- Warszawa Wileńska – Czyżew (i odwrotnie)
- Warszawa Wschodnia – Tłuszcz
- Warszawa Zachodnia – Tłuszcz
- Warszawa Zachodnia – Tłuszcz – Ostrołęka
- Wołomin Słoneczna – Piaseczno
- Wołomin Słoneczna – Radom
- Błonie – Tłuszcz
- Łowicz Główny – Tłuszcz
- Ostrołęka – Tłuszcz
- Sochaczew – Wołomin Słoneczna
- Żyrardów – Tłuszcz

### Polregio
Polregio obsługuje linię na terenie województwa podlaskiego (od stacji Małkinia) pociągami regio oraz Interregio. Pociągi Interregio w rozkładzie 2011/2012 zatrzymywały się tylko na niektórych stacjach na linii: Wołomin (bardzo rzadko), Tłuszcz, Małkinia, Czyżew, Szepietowo, Łapy, Białystok i Sokółka.
Połączenia bezpośrednie przechodzące, zaczynające lub kończące się na linii:
Pociągi osobowe (stan w 2017):
- Białystok – Szepietowo – Białystok
- Białystok – Suwałki – Białystok
- Białystok – Kuźnica Białostocka – Białystok
- Szepietowo – Kuźnica Białostocka – Szepietowo
- Łapy – Kuźnica Białostocka – Łapy

### PKP Intercity
PKP Intercity obsługują linię pociągami dalekobieżnymi: Twoje Linie Kolejowe, InterCity (tylko do Białegostoku) oraz MP. W rozkładzie 2018/2019 pociągi dalekobieżne zatrzymują się tylko na niektórych stacjach na linii: Tłuszcz, Łochów (tylko wybrane połączenia). Małkinia, Czyżew, Szepietowo, Łapy, Białystok, Sokółka i Kuźnica Białostocka
Międzynarodowe pociągi pospieszne (MP) w rozkładzie 2018/2019:
- Kraków Główny – Warszawa – Grodno – Warszawa – Kraków Główny